# Final Four Cup femminile under 18 2015
La Final Four Cup femminile under 18 2015 si è svolta dal 7 al 10 maggio 2015 a Lima, in Perù: al torneo hanno partecipato quattro squadre nazionali Under-18 nordamericane e sudamericane e la vittoria finale è andata per la prima all'Argentina.

## Impianti
|                                                                          |  |  |
|                                                                          |  |  |
| Coliseo Manuel Bonilla Città: Lima Capienza: 3 000 Anno d'apertura: 1995 |  |  |

## Regolamento

### Formula
Le squadre hanno disputato una prima fase a gironi con formula del girone all'italiana; al termine della prima fase:
- Le prime due classificate hanno acceduto alla finale.
- La terza e la quarta classificata hanno acceduto alla finale per il terzo posto.

### Criteri di classifica
Se il risultato finale è stato di 3-0 sono stati assegnati 5 punti alla squadra vincente e 0 a quella sconfitta, se il risultato finale è stato di 3-1 sono stati assegnati 4 punti alla squadra vincente e 1 a quella sconfitta, se il risultato finale è stato di 3-2 sono stati assegnati 3 punti alla squadra vincente e 2 a quella sconfitta.
L'ordine del posizionamento in classifica è stato definito in base a:
- Numero di partite vinte;
- Punti;
- Ratio dei set vinti/persi;
- Ratio dei punti realizzati/subiti;
- Risultati degli scontri diretti.

## Squadre partecipanti
| Squadra         | Qualificazione      | Ultima partecipazione |
| --------------- | ------------------- | --------------------- |
| Argentina       | -                   | Debutto               |
| Baja California | -                   | Debutto               |
| Perù            | Paese organizzatore | Debutto               |
| Rep. Dominicana | -                   | Debutto               |

## Torneo

### Prima fase

#### Risultati
| 7 maggio 2015 Coliseo Manuel Bonilla, Lima Durata: 1h:31 - Spettatori: 350   | Rep. Dominicana | 1 - 3 | Argentina       | 9-25, 25-27, 25-21, 23-25         |
| 7 maggio 2015 Coliseo Manuel Bonilla, Lima Durata: 1h:30 - Spettatori: 1 100 | Perù            | 3 - 0 | Baja California | 26-24, 25-12, 25-22               |
| 8 maggio 2015 Coliseo Manuel Bonilla, Lima Durata: 2h:02 - Spettatori: 1 200 | Rep. Dominicana | 3 - 2 | Baja California | 25-21, 18-25, 25-15, 19-25, 15-10 |
| 8 maggio 2015 Coliseo Manuel Bonilla, Lima Durata: 1h:17 - Spettatori: 1 600 | Perù            | 0 - 3 | Argentina       | 13-25, 21-25, 18-25               |
| 9 maggio 2015 Coliseo Manuel Bonilla, Lima Durata: 1h:12 - Spettatori: 1 200 | Baja California | 0 - 3 | Argentina       | 13-25, 19-25, 14-25               |
| 9 maggio 2015 Coliseo Manuel Bonilla, Lima Durata: 2h:22 - Spettatori: 1 650 | Perù            | 2 - 3 | Rep. Dominicana | 22-25, 25-23, 25-21, 21-25, 15-17 |

#### Classifica
| Pos | Squadra         | Pt | G | V | P | SV | SP | Ratio | PF  | PS  | Ratio |
| --- | --------------- | -- | - | - | - | -- | -- | ----- | --- | --- | ----- |
| 1   | Argentina       | 14 | 3 | 3 | 0 | 9  | 1  | 9,000 | 248 | 180 | 1,378 |
| 2   | Rep. Dominicana | 7  | 3 | 2 | 1 | 7  | 7  | 1,000 | 295 | 302 | 0,977 |
| 3   | Perù            | 7  | 3 | 1 | 2 | 5  | 6  | 0,833 | 236 | 244 | 0,967 |
| 4   | Baja California | 2  | 3 | 0 | 3 | 2  | 9  | 0,222 | 200 | 253 | 0,791 |

### Fase finale

#### Finale 3º posto
| 10 maggio 2015 Coliseo Manuel Bonilla, Lima Durata: 1h:58 - Spettatori: 1 800 | Perù | 3 - 1 | Baja California | 25-22, 25-22, 18-25, 25-19 |

#### Finale
| 10 maggio 2015 Coliseo Manuel Bonilla, Lima Durata: 2h:04 - Spettatori: 1 000 | Argentina | 3 - 2 | Rep. Dominicana | 25-18, 25-21, 17-25, 21-25, 15-9 |

## Classifica finale
| Pos     | Squadra         | Rosa |
| ------- | --------------- | --- |
| Oro     | Argentina       | Formazione: 1 González, 2 Herrera, 3 Biain, 7 Benítez, 8 Churín, 9 Tosi, 10 Nota, 11 Corbalán, 13 Germanier, 14 Beltramino, 15 Nielson, 18 Macies, CT: Silvestre |
| Argento | Rep. Dominicana | Formazione: 2 Guillén, 4 Peralta, 5 Jorge, 6 Reyes, 11 Mercedes, 12 Lalane, 13 Matos, 14 Pérez, 15 Hernández, 16 González, 17 Navarro, 19 Rosario, CT: Ceccato   |
| Bronzo  | Perù            | Formazione: 2 Gutiérrez, 3 Regalado, 4 Abreu, 5 Carrasco, 7 Magallanes, 9 Valencia, 10 Castillo, 11 Montes, 12 Leyva, 13 Palza, 14 de la Peña, 15 Zea, CT: Lung  |
| 4.      | Baja California | Formazione: 1 Álvarez, 2 Vega, 3 Valenzuela, 4 Zendejas, 5 Arreola, 6 Nava, 8 Gómez, 9 de la Torre, 10 Escoto, 13 Ayala, 15 Petris, 17 López, CT: Carreras       |

## Premi individuali[3]
| Premio                 | Nome                | Squadra         |
| ---------------------- | ------------------- | --------------- |
| MVP                    | María Corbalán      | Argentina       |
| Miglior realizzatrice  | Massiel Matos       | Rep. Dominicana |
| Miglior servizio       | María Corbalán      | Argentina       |
| Miglior difesa         | Marla Arreola       | Baja California |
| Miglior ricevitrice    | Marla Arreola       | Baja California |
| Miglior palleggiatrice | Azul Benítez        | Argentina       |
| Miglior opposto        | Massiel Matos       | Rep. Dominicana |
| Miglior schiacciatrice | Nicole Abreu        | Perù            |
| Miglior schiacciatrice | Anahí Tosi          | Argentina       |
| Miglior centrale       | Candelaria Herrera  | Argentina       |
| Miglior centrale       | Agostina Beltramino | Argentina       |
| Miglior libero         | Marla Arreola       | Baja California |